# Сысел, Иржи
Иржи Сысел (чеш. Jiří Sysel), 24 сентября 1967 года) — чехословацкий чешский спортсмен по международным шашкам и чешским шашкам, шашечной композиции, заочные шашки. Чемпион Европы по международным шашкам по переписке, 23 кратный чемпион Чехии по международным шашкам. Шашечный тренер и арбитр. Заместитель председателя Федерации шашек Чехии. Мастер ФМЖД. FMJD-id 10050

## Биография
В двенадцать лет принял участие в чемпионате мира среди юниоров (1979, 8 место), четыре года спустя занял седьмое место из 16, в 1985 году 7-й из 12. В 1985 году стал чемпионом Европы в заочных шашках. Участник чемпионата Европы 2006 года (50 место).
Чемпион Чехии по международным шашкам в 1983, 1984, 1985, 1986, 1989, 1990, 1991, 1992, 1993, 1994, 1996 1997, 1998, 1999, 2001, 2005, 2006, 2007, 2014, 2015, 2016, 2017, 2019; семикратный чемпион Чехии по чешским шашкам 1998, 2001, 2004, 2006, 2011, 2015, 2018.
Представлял Чехословакию и Чехию на многих главных соревнованиях: «Олимпийских игр» в Италии в 1992 году, командном чемпионате мира в 2000, 2005 годах.
Участник зональных турниров к чемпионату мира — в 1980 году в Риге в 13 лет (5 место из 8), и Польша Славно, 2000.
Иржи Сысел тренер в клубе DK MK Brno. Среди его учеников: чемпионы Чехии Ж. Шубрта, П. Фидлер, М. Гайсе..